# Amonfareto
Amonfareto (Sparta, metà VI secolo a.C. – Platea, 479 a.C.) è stato un militare spartano.

## Biografia
Egli fu un comandante dell'esercito spartano durante la battaglia di Platea e si rifiutò di intraprendere la ritirata, come ordinato da Pausania, prima dell'inizio dello scontro, ritenendola un atto ignobile per uno Spartiata.
Quando si vide abbandonato dai commilitoni cambiò idea e si mise in marcia per unirsi al grosso dell'esercito, ma cadde nella seguente battaglia, in cui si distinse per il suo coraggio. Fu sepolto tra gli ireni, cioè Posidonio, Callicrate e Filocione.